# 1763 na ciência

## Nascimentos
| Data           | Nome                    | Profissão                          | Nacionalidade    | Observações                 | Ref   |
| -------------- | ----------------------- | ---------------------------------- | ---------------- | --------------------------- | ----- |
| 18 de março    | Friedrich Gottlob Hayne | botânico, farmacêutico e professor | Alemanha         | m. 1832                     |       |
| 16 de maio     | Louis Nicolas Vauquelin | farmacêutico e químico             | Reino da França  | m. 1829                     |       |
| 25 de dezembro | Claude Chappe           | abade, engenheiro e inventor       | Reino da França  | m. 1805                     |       |
| ??             | John Brinkley           | astrónomo                          | Reino da Irlanda | m. 1835 Medalha Copley 1824 | [ 1 ] |

## Mortes
| Data        | Nome                   | Profissão                | Nacionalidade                            | Observações | Ref |
| ----------- | ---------------------- | ------------------------ | ---------------------------------------- | ----------- | --- |
| 11 de julho | Pehr Forsskål          | explorador e naturalista | Império Russo (Grão-Ducado da Finlândia) | n. 1732     |     |
| 20 de julho | Johan Stensson Rothman | médico e naturalista     | Império Sueco                            | n. 1684     |     |